# Idealna para
Idealna para (ang. A Perfect Couple) – amerykański film komediowy z 1979 roku w reżyserii Roberta Altmana.

## Obsada
- Paul Dooley jako Alex Theodopoulos
- Marta Heflin jako Sheila Shea
- Titos Vandis jako Panos Theodopoulos
- Belita Moreno jako Eleousa
- Henry Gibson jako Fred Bott
- Dimitra Arliss jako Athena
- Allan F. Nicholls jako Dana